# 拉貢尼塔斯-諾爾斯森林 (加利福尼亞州)
拉貢尼塔斯-諾爾斯森林（英語：Lagunitas-Forest Knolls）是位於美國加利福尼亞州馬林縣的一個人口普查指定地區。

## 地理
拉貢尼塔斯-諾爾斯森林的座標為38°00′54″N 122°41′38″W / 38.01500°N 122.69389°W，而該地最高點為海拔高度83米（即272英尺）。

## 人口
根據2010年美國人口普查的數據，拉貢尼塔斯-諾爾斯森林的面積為11.000平方千米，均為陸地。當地共有人口1819人，而人口密度為每平方千米165人。